# کلارافالوا
کلارافالوا (به مجاری:  Klárafalva) یک منطقهٔ مسکونی در مجارستان است که در تونگراد واقع شده‌است. کلارافالوا ۹٫۱۰ کیلومتر مربع مساحت و ۴۶۲ نفر جمعیت دارد.